# Universitätsbuchhandlung und Verlag Friedrich Cohen
Die Universitätsbuchhandlung Friedrich Cohen war im 19. Jahrhundert ein bedeutendes Geschäft in Bonn.

## Vorgeschichte
Am 24. November 1828 schlossen Aimé Constant Fidèle Henry († 23. Februar 1873 in Bonn) und Maximilian Cohen (* 4. Juli 1806 in Bonn; † 10. November 1865 in Bonn) in Bonn einen Vertrag zur Errichtung einer Lithographischen Anstalt. Aimé Henry brachte seine künstlerische Fertigkeit, seine botanischen Kenntnisse und seine Beziehungen zur Bonner Gelehrtenwelt ein. Maximilian Cohen stellte das Gründungskapital von 2.000 Silbertalern. Zwar gab es seit der Gründung der Rheinischen Friedrich-Wilhelms-Universität Bonn (1818) bereits zwei wissenschaftliche Verlagsbuchhandlungen. Diese produzierten allerdings vor allem geisteswissenschaftliche Werke. Die Universität war aber mit dem Schwerpunkt auf Medizin und Naturwissenschaft gegründet worden. Das angemietete Ladenlokal befand sich in der Sternenstraße 308 (heute Sternstraße 28). 1833 erhielt die Firma das Prädikat einer "Lithographischen Anstalt der Rheinischen Friedrich-Wilhelms-Universität". Am 6. Mai 1835 wurde die Buchhändlerkonzession erteilt. Um 1840 bezog die Firma neue Räume am Markt 453 (heute Nr. 24). Am 31. Dezember 1861 wurde die Firma geteilt. Henry betrieb Buch-, Kunsthandlung und Lithographisches Institut in der Remigiusstrasse 45. Sein zweitältester Sohn Carl Johann Hubert Henry führte dieses Institut bis 1894 fort.
Maximilian Cohen behielt Buchhandel und Verlag und nahm seinen Sohn Friedrich Cohen 1862 als Teilhaber auf. Bis 1891 erschienen die Werke mit dem Impressum "Verlag von Max Cohen & Sohn (Fr. Cohen)", danach unter "Friedrich Cohen". Eine Besonderheit war die Herausgabe des von Joseph von Keller besorgten Stichs der Sixtinischen Madonna. Das Blatt war Jahrzehnte ein populäres Blatt im Kunsthandel. Der zweitälteste Sohn Gustav, der bereits die Musikabteilung geleitet hatte, machte sich 1871 mit einer Papier- und Musikalienhandlung (Markt 11) unter eigenem Namen selbständig. Er übernahm die Vertretung des Kladderadatsch und expedierte die Kölnische Zeitung.

## Auf- und Ausbau
Friedrich Moritz Cohen (* 5. Juli 1836 in Bonn; † 30. Juli 1912 in Bonn) erweiterte das Sortiment 1861 durch ein Antiquariat. 1875 zog das Geschäft in ein eigenes Haus am Kaiserplatz 18 um. 1891 wurde der alte Zeitungsverlag von Neusser gekauft. 1892 wurde eine Filiale Am Hof 22 eröffnet, das Antiquariat verblieb am Kaiserplatz. 1898 erwarb Friedrich Cohen das Haus der Lese. Am Hof 30 und verlegte alle Aktivitäten dorthin.  Der Sohn Heinrich Cohen (* 5. Oktober 1877 in Bonn) übernahm 1912 die Kunsthandlung und betrieb sie Am Hof 14. Heinrich Cohen fiel am 12. März 1915 in der Champagne.
Der Sohn Fritz Cohen (* 6. Juli 1872 in Bonn; † 1. April 1927 in Bonn) führte seit dem 1. Juli 1912 Sortiment, Antiquariat und Verlag. Bis zum Beginn des Ersten Weltkriegs erschienen im Verlag vor allem natur- und medizinwissenschaftliche Bücher. 1920 holte Fritz Cohen den Freund Eckard Klostermann in das Unternehmen, um den philosophisch-geisteswissenschaftlichen Zweig des Verlages auszubauen. Ab 1924 war auch Vittorio Klostermann in Antiquariat und Verlag tätig. Im Herbst 1933 wurde der geisteswissenschaftliche Zweig des Verlags an Gerhard Schulte-Bulmke in Frankfurt veräußert.
Das Antiquariat verschickte seine Kataloge im gesamten Gebiet des Deutschen Reichs. Bedeutend war der Erwerb und Verkauf des Handschriftenarchivs von Alexander Posonyi (Wien) ab 1899.
Bedeutsam wurde die Abteilung Kunsthandlung durch Ausstellungen zeitgenössischer deutscher Künstler im Kunstsalon des Hauses. U.a.: 1907 Ausstellung der Dresdener Gruppe Brücke (Künstlergruppe), 1913 Ausstellung Rheinischer Expressionisten. Diese waren vermittelt durch den Bruder Walter Cohen, der als Kunsthistoriker hierzu wesentlichen Anstoß gab. Nach dem frühen Tod von Fritz Cohen 1927 steuerte seine Witwe Hedwig Cohen, geborene Bouvier das Geschäft durch die Wirtschaftskrise am Ende der 20er, Anfang der 30er Jahre. Die Tochter Dora Strucken arbeitete im Geschäft, der Sohn Klaus Cohen befand sich in der Ausbildung zum Buchhändler.

## Arisierung und Niedergang
In der Zeit der Konsolidierung trafen die nationalsozialistischen Boykottmaßnahmen die Firma hart, die Anfang der 30er Jahre begannen. Zwar waren Friedrich Cohen und seine Ehefrau Helena (* 9. Oktober 1839 in Köln; † 2. April 1914 in Bonn) 1881 in Hamburg evangelisch getauft, deren Kinder sowie die Enkel Friedrich Frederic Cohen (* 23. Juni 1904 in Bonn; † 9. März 1967 in New York City), Dora († 1967 in London) und Klaus Cohen / Bouvier (* 1910 in Bonn; † 15. Juni 1994 in Greenwich, Connecticut) bereits im ersten Lebensjahr, die Firma galt aber als jüdisch. Darum firmierte sie seit 1937 unter dem Namen H. Bouvier & Co. Hedwig Cohen-Bouvier sah sich unter dem Druck der Verfolgung darüber hinaus genötigt, den am 7. März 1938 eingestellten Geschäftsführer Herbert Grundmann als Teilhaber aufzunehmen. Dieser wusste die günstige Gelegenheit für sich zu nutzen, wie auch bei dem Erwerb und der Verwertung der Bibliothek des verfolgten Musikwissenschaftlers Georg Kinsky.
Die Kinder von Fritz und Hedwig Bouvier waren nach Großbritannien und in die USA emigriert und kehrten nach dem Krieg nicht mehr nach Deutschland zurück. Daher verkaufte Hedwig Bouvier 1953 ihren Anteil an der Firma wie auch die Immobilie Am Hof 30 an Herbert Grundmann, der Buchhandlung und Verlag übernahm. Laut Handelsregistereintrag beim Amtsgericht Bonn HR A 402 ist die Firma am 15. September 1972 erloschen.
Der Versuch seines Sohnes Thomas Grundmann, aus der Wiedervereinigung nach dem Untergang der DDR Kapital zu schlagen, schlug fehl und führte 2003 zum Konkurs.
Das Geschäft fiel an die Thalia Holding, die das Ladengeschäft Am Hof 30 2013 schloss. Im Jahr 2019 befindet sich die Filiale der Thalia Buchhandlung Am Markt 24, dort, wo ab 1840 schon für viele Jahre Buchhandlung und Verlag ihren Sitz hatten.